# Эсткен
Эсткен (пол. Estken) — польский дворянский герб.

## Описание
В голубом поле серебряный пояс между двумя красными; над верхним, красным, золотая звезда. В навершии шлема, без короны, между двумя трубами красными и белыми в шахмат, такая же как в щите звезда.
Герб Эсткен (употребляют: Эстки) внесен в Часть 2 Гербовника дворянских родов Царства Польского, стр. 28.

## Герб используют
Estken, Estkowski
Эсткив Смоленском Воеводстве оседлые. Из них Пётр Эстко, тамошний Стольник, в 1770 году купил в Мельницкой Земле поместье Ромашки.